# 非猬属
非猬属（学名：Anictops）是假古猬科下的一个属，该属及其所在目（也就是𰡉兽目）现已灭绝，生活在古新世早期至晚期。模式种为大别非猬（Anictops tabiepedis），化石保存完好于中国古动物博物馆。